# Championnats d'Europe de slalom de canoë-kayak 2025
Navigation
2024 2026
Les Championnats d'Europe de slalom de canoë-kayak 2025 se déroulent sur l'Île de loisirs de Vaires-Torcy à Vaires-sur-Marne en France du 14 au 18 mai 2025 sous l'organisation de l'Association européenne de canoë (ECA) et de la Fédération Française de Canoë.

## Programme
Le programme de compétition est le suivant
| - Mercredi 14 mai - 17h00 : Cérémonie d'ouverture - Jeudi 15 mai - 13h30 : Courses par équipe - Vendredi 16 mai - 9h30 : Qualification Kayak (Hommes et Femmes) - 11h30 : Qualification Canoë (Hommes et Femmes) | - Samedi 17 mai - 9h00 : Demi-finale/Finale Kayak (Hommes et Femmes) - 14h15 : Demi-finale/Finale Canoë (Hommes et Femmes) - Dimanche 18 mai - 10h00 : Course individuelle Kayak cross (Hommes et Femmes) - 13h00 : Phase de poule Kayak cross (Hommes et Femmes) - 14h25 : Demi-finale/Finale Kayak cross (Hommes et Femmes) |

## Résultats

### Canoë
| Épreuves       | Or                                                              | Or       | Argent                                                    | Argent   | Bronze                                                       | Bronze   |
| -------------- | --------------------------------------------------------------- | -------- | --------------------------------------------------------- | -------- | ------------------------------------------------------------ | -------- |
| Hommes         |                                                                 |          |                                                           |          |                                                              |          |
| C1             | Miquel Travé (ESP)                                              | 87 s 32  | Nicolas Gestin (FRA)                                      | 88 s 86  | Žiga Lin Hočevar (SVN)                                       | 89 s 01  |
| C1 par équipes | Royaume-Uni- Adam Burgess - Ryan Westley - Luc Royle            | 91 s 27  | Slovénie- Luka Božič - Žiga Lin Hočevar - Benjamin Savšek | 92 s 81  | Slovaquie- Matej Beňuš - Marko Mirgorodský - Michal Martikán | 94 s 75  |
| Femmes         |                                                                 |          |                                                           |          |                                                              |          |
| C1             | Mònica Dòria (AND)                                              | 103 s 73 | Laurène Roisin (FRA)                                      | 106 s 76 | Doriane Delassus (FRA)                                       | 107 s 23 |
| C1 par équipes | Tchéquie- Gabriela Satková - Martina Satková - Adriana Morenová | 103 s 00 | France- Angèle Hug - Laurène Roisin - Doriane Delassus    | 105 s 28 | Italie- Elena Borghi - Marta Bertoncelli - Elena Micozzi     | 107 s 44 |

### Kayak
| Épreuves       | Or                                                                 | Or                    | Argent                                                       | Argent               | Bronze                                                       | Bronze             |
| -------------- | ------------------------------------------------------------------ | --------------------- | ------------------------------------------------------------ | -------------------- | ------------------------------------------------------------ | ------------------ |
| Hommes         |                                                                    |                       |                                                              |                      |                                                              |                    |
| K1             | Jiří Prskavec (CZE)                                                | 80 s 03               | Titouan Castryck (FRA)                                       | 81 s 24              | Martin Srabotnik (SVN)                                       | 81 s 91            |
| K1 par équipes | Allemagne- Noah Hegge - Stefan Hengst - Hannes Aigner              | 85 s 89               | France- Titouan Castryck - Benjamin Renia - Anatole Delassus | 86 s 73              | Espagne- Pau Echaniz - Miquel Travé - David Llorente         | 87 s 40            |
| K1 cross CLM   | Gabriel De Coster (BEL)                                            | 53 s 80               | Mathurin Madoré (FRA)                                        | 54 s 14              | Benjamin Renia (FRA)                                         | 54 s 31            |
| K1 cross       | Jakub Krejčí (CZE)                                                 | Jakub Krejčí (CZE)    | Benjamin Renia (FRA)                                         | Benjamin Renia (FRA) | Sam Leaver (GBR)                                             | Sam Leaver (GBR)   |
| Femmes         |                                                                    |                       |                                                              |                      |                                                              |                    |
| K1             | Ricarda Funk (GER)                                                 | 89 s 36               | Gabriela Satková (CZE)                                       | 92 s 59              | Zuzana Paňková (SVN)                                         | 93 s 67            |
| K1 par équipes | Tchéquie- Gabriela Satková - Lucie Nesnídalová - Antonie Galušková | 98 s 86               | Espagne- Maialen Chourraut - Laia Sorribes - Leire Goñi      | 100 s 50             | Royaume-Uni- Kimberley Woods - Lois Leaver - Nikita Setchell | 101 s 22           |
| K1 cross CLM   | Camille Prigent (FRA)                                              | 58 s 10               | Angèle Hug (FRA)                                             | 59 s 22              | Kimberley Woods (GBR)                                        | 59 s 33            |
| K1 cross       | Camille Prigent (FRA)                                              | Camille Prigent (FRA) | Emma Vuitton (FRA)                                           | Emma Vuitton (FRA)   | Olga Samková (CZE)                                           | Olga Samková (CZE) |